# Stazione di Monte San Savino
La stazione di Monte San Savino è una stazione ferroviaria a servizio del comune di Monte San Savino, in provincia di Arezzo.
Si trova lungo la ferrovia Arezzo-Sinalunga, gestita da La Ferroviaria Italiana (LFI).